# Aurora (Zamboanga del Sur)
Aurora è una municipalità di terza classe delle Filippine, situata nella Provincia di Zamboanga del Sur, nella regione della Penisola di Zamboanga.
Aurora è formata da 44 baranggay:
- Acad
- Alang-alang
- Alegria
- Anonang
- Bagong Mandaue
- Bagong Maslog
- Bagong Oslob
- Bagong Pitogo
- Baki
- Balas
- Balide
- Balintawak
- Bayabas
- Bemposa
- Cabilinan

- Campo Uno
- Ceboneg
- Commonwealth
- Gubaan
- Inasagan
- Inroad
- Kahayagan East (Katipunan)
- Kahayagan West
- Kauswagan
- La Paz (Tinibtiban)
- La Victoria
- Lantungan
- Libertad
- Lintugop

- Lubid
- Maguikay
- Mahayahay
- Monte Alegre
- Montela
- Napo
- Panaghiusa
- Poblacion
- Resthouse
- Romarate
- San Jose
- San Juan
- Sapa Loboc
- Tagulalo
- Waterfall